# Diecezja Palmeira dos Índios
Diecezja Palmeira dos Índios (łac. Dioecesis Palmiriensis Indorum) – diecezja Kościoła rzymskokatolickiego w Brazylii. Należy do metropolii Maceió, wchodzi w skład regionu kościelnego Nordeste II. Została erygowana przez papieża Jana XXIII bullą Quam supremam w dniu 10 lutego 1962.